# Peponapis fervens
Peponapis fervens — вид перетинчастокрилих комах родини бджолиних (Apidae). Поширений в Південній Америці. Спеціалізується на збиранні нектару з квітів гарбузоцвітих рослин з роду Cucurbita. Виявлений на квітах Cucurbita ficifolia, Cucurbita maxima, Cucurbita moschata та Cucurbita pepo.